# Osteogenesis imperfecta
Osteogenesis imperfecta (OI) är en genetisk sjukdom som beror på en mutation i genen för kollagen. Sjukdomen är ärftlig och innebär framförallt olika grader av benskörhet. De som drabbas av de svårare formerna dör i spädbarnsstadiet medan de lindrigast drabbade lever ett helt normalt liv, med något fler benbrott än andra. Det innebär att sjukdomen kan medföra stora funktionsnedsättningar till fullt arbetsföra personer. De flesta besväras dock av någon form av värk oavsett form av sjukdomen.
Idag delar man in sjukdomen i fyra grupper: typ I, typ II, typ III och typ IV. Den vanligaste typen är typ I, som står för cirka 70 % av sjukdomsfallen.

## Behandling
Det sker beroende på hur svår variant av sjukdomen som patienten har. Det är allt från hjälpmedel, sjukgymnastik, gipsning av frakturer, smärtlindring till medicinsk behandling.

## Symtom
Sjukdomen kan förutom benbrott också leda till instabila leder, tandbesvär, hörselnedsättning, ökad benägenhet att få blåmärken, blå ögonvitor och viss risk för hjärtklaffbesvär.

## Kuriosa
I filmen Unbreakable (2000) lider en av huvudkaraktärerna av sjukdomen. I skräckfilmen Från andra sidan (Fragile) från 2005 lider en av bifigurerna av sjukdomen.
Vid de olympiska roddtävlingarna 1984 tog Doug Herland OS-brons som styrman i det amerikanska landslaget, och han led av sjukdomen osteogenesis imperfecta.
Ivar Benlös, son till Ragnar Lodbrok, kan eventuellt ha haft denna sjukdom.
Den franske jazzpianisten Michel Petrucciani hade osteogenesis imperfecta.